# Carl Wegele
Carl Wegele, auch Karl Wegele (* 28. September 1859 in Würzburg; † 17. April 1930 in Frankfurt am Main) war Sanitätsrat und Badearzt in Unna-Königsborn. Er verfasste als einer der bedeutenden Spezialisten seiner Zeit für Verdauungskrankheiten einige wissenschaftliche Arbeiten.

## Leben
Carl Wegeles Vater war der Historiker Franz Xaver Wegele. Sein Bruder war der spätere Professor Hans Wegele (1857–1937).
Wegele besuchte bis 1874 das humanistische Gymnasium in Würzburg und studierte er in Würzburg Medizin. Er wurde 1882 zum Doktor der Medizin bei seinem Doktorvater (Nicolaus) Alois Geigel (1829–1887), dem Syphilisexperten und Vorstand der Medizinischen Poliklinik am Juliusspital, in Würzburg promoviert. Wegele war mit dem Sohn von Alois Geigel, dem späteren Professor Richard Geigel befreundet und widmete ihm 1911 die vierte Auflage der Veröffentlichung Die Therapie der Magen- und Darmerkrankungen.
Carl Wegele war beim Militär und wurde 1883 zum Stabsarzt befördert. 1890 erhielt er als Assistenzarzt erster Klasse seinen Abschied aus dem Militärdienst bei der Landwehr 1. Aufgebot.
Anschließend wurde er zum Badearzt auf Sylt gewählt. Aus diesem Aufenthalt hervorgehend veröffentlichte er 1891 Das Nordseebad Sylt (bei F. Dröhse erschienen).
Nach verschiedenen Anstellungen u. a. in Prag und Wien kam er nach Königsborn, wo er seit 1892 Magen- und Darmkranke behandelte. Ab 1901 erhielt er die Erlaubnis in der Villa Quisisana eine Kurklinik zu betreiben. Dieses Sanatorium war eine kleine Einrichtung mit Privatpension für Angehörige der gehobenen Schicht. Während des Zweiten Weltkriegs wurde der Kurbetrieb eingestellt und im Badehaus erst ein Lazarett und später eine Leichenhalle eingerichtet.
1896 veröffentlichte er als Erster nach der Entdeckung der Röntgenstrahlung eine vielbeachtete Arbeit zur Anwendung der Röntgentechnik in der Medizin.
Er war Mitglied in der Physikalisch-Medizinischen Gesellschaft zu Würzburg.

## Veröffentlichungen (Auswahl)
- Über die centrale Natur reflectorischer Athmungshemmung. Stahel, 1882
- Die diätetische Behandlung der Magen- und Darmerkrankungen. Fischer, 1893 (erschien in mehreren Auflagen)
- Die Wirkungsweise der Sool- und Seebäder, ihre Indicationen und Anwendungsweise. C. G. Naumann, Leipzig, 1894
- Ein Vorschlag zur Anwendung des Röntgen'schen Verfahrens in der Medicin. Deutsche medizinische Wochenschrift, 22(18), 1896[16]
- Die physikalische und medikamentöse Therapie erschien 1923 in fünfter Auflage.
- Die diätetische Küche für Magen- und Darmkranke. Ab 1903 erschien in mehreren Auflagen; die Rezepte stammten von seiner Frau Josefine.
- Therapeutics of the gastrointestinal tract. Rebman, 1913
- Bad Königsborn und seine Heilmittel mit Karte und Lageplan wurde 1927 im Hellweger Anzeiger als die offizielle Propagandaschrift des Sol- und Thermalbades Königsborn erwähnt.[17]

Ismar Boas, der Begründer der Gastroenterologie in Deutschland, bemerkte in dem von ihm edierten Archiv für Verdauungskrankheiten über Wegeles Hauptwerk Die Therapie der Magen- und Darmerkrankungen (G. Fischer, 1911): „Es ist eher ein Lob, als ein Tadel, wenn man hervorheben kann, dass der Verfasser nicht in allen Punkten mit den herrschenden Lehrmeinungen übereinstimmt ...“